# Roland Juhász
Roland Juhász [ˈroland ˈjuhaːs] (* 1. Juli 1983 in Cegléd, Komitat Pest) ist ein ehemaliger ungarischer Fußballspieler, der zuletzt beim Videoton FC unter Vertrag stand. Zuvor spielte er mehrere Jahre erfolgreich in Belgien für den Rekordmeister RSC Anderlecht. Juhász spielt seit 2004 für die ungarische Fußballnationalmannschaft und gehört zu den ungarischen Nationalspielern mit den meisten Länderspielen.

## Vereinslaufbahn
Juhász spielte in der Jugend (noch als Stürmer) bei MTK Budapest. Er bestritt in der ersten ungarischen Liga 103 Spiele für MTK und traf dabei 12-mal. 2003 wurde er mit MTK Budapest ungarischer Meister. 2005 wechselte der Abwehrspieler in die belgische 1. Division zum RSC Anderlecht und wurde mit Anderlecht viermal belgischer Meister, holte 2008 den belgischen Pokal und gewann viermal den Supercup. In der UEFA Champions League scheiterte er jedoch immer in der Gruppenphase oder der Qualifikation, so 2005/06 in der Gruppe unter anderem gegen die beiden englischen Vertreter FC Liverpool und FC Chelsea, 2006/07 in der Gruppe gegen den späteren Sieger AC Mailand, 2007/08 gegen Fenerbahçe Istanbul in der Qualifikation, 2008/09 an BATE Baryssau in der Qualifikation, 2009/10 an Olympique Lyon in der Qualifikation, 2010/11 in der Qualifikation durch Elfmeterschießen an FK Partizan Belgrad, 2012/13 in der Gruppenphase am FC Málaga, AC Mailand und Zenit Sankt Petersburg. Zweimal war im UEFA-Pokal bzw. in der UEFA Europa League im Achtelfinale Endstation gegen deutsche Vereine: 2007/08 gegen den FC Bayern München und 2009/10 gegen den HSV. Danach war zweimal im Sechzehntelfinale gegen niederländische Vereine die Tour durch Europa beendet: 2010/11 gegen Ajax Amsterdam und 2011/12 gegen den AZ Alkmaar. Nach seinem Wechsel zurück in seine Heimat zum Videoton FC wurde er erneut 2015 ungarischer Meister, schied in der UEFA Champions League aber in der 3. Qualifikationsrunde gegen den belarussischen Meister BATE Baryssau aus.

## Nationalmannschaft
Juhász ist ungarischer Nationalspieler und vertrat sein Land erstmals am 25. April 2004 in Zalaegerszeg beim 3:2 im Freundschaftsspiel gegen Japan. Er stand dabei in der Startelf und erzielte mit seinem ersten Länderspieltor in der 66. Minute die zwischenzeitliche 2:0-Führung. Knapp acht Monate später trug er in seinem zehnten Länderspiel beim King’s Cup 2004 in Bangkok gegen Estland erstmals die Kapitänsbinde. Er kam in den nächsten Jahren regelmäßig zum Einsatz und führte insgesamt 18-mal die Ungarn als Kapitän aufs Feld. Er konnte sich aber mehrmals mit Ungarn nicht für ein großes Fußballturnier qualifizieren. Erst in den Playoffs für die Europameisterschaft 2016 gegen Norwegen gelang Ungarn nach 44 Jahren wieder die für Qualifikation für eine EM-Endrunde und damit 30 Jahre nach der letzten WM-Teilnahme wieder die Qualifikation für ein großes Fußballturnier. Juhász, der in neun Qualifikationsspielen eingesetzt wurde, kam in den Playoffspielen aber nicht zum Einsatz und saß nur beim Rückspiel auf der Bank.
Am 9. Mai wurde er in den vorläufigen EM-Kader berufen und dann nach dem Testspiel gegen die Elfenbeinküste, bei dem er über 90 Minuten mitspielte, auch für den endgültigen Kader berücksichtigt.
Zu Beginn der EM hatte er mit 91 Länderspielen nach Rekordnationalspieler Gábor Király sowie den Altinternationalen József Bozsik und László Fazekas die viertmeisten Länderspiele für Ungarn bestritten und dabei sechs Tore erzielt. Im Auftaktspiel saß er jedoch erst einmal auf der Bank. Ab dem zweiten Spiel gegen Island rückte er für den verletzten Attila Fiola in die Abwehrkette auf und bestritt drei Partien bis zum Ausscheiden im Achtelfinale. Nach der EM erklärte er seinen Rücktritt aus der Nationalmannschaft.

## Erfolge
- Ungarischer Meister: 2003, 2015 und 2018
- Belgischer Meister: 2006, 2007, 2010 und 2012
- Ungarischer Pokalsieger: 2015, 2019
- Belgischer Pokalsieger: 2008
- Belgischer Supercup-Gewinner: 2007, 2008, 2011 und 2013

## Ehrungen
- Fußballer des Jahres (Ungarn): 2008, 2009
- Goldener Ball (Ungarn): 2009, 2011